# حزب الكرامة (الجزائر)
حزب الكرامة هو حزب سياسي في الجزائر.

## رؤساء الحزب
- محمد بن حمو، (منذ التأسيس–28 أكتوبر 2019).[2]
- محمد الداوي، بالنيابة. (28 أكتوبر 2019–).[2]